# 監視機構 (ジェフ・ヴァンダミアの小説)
『監視機構』（Authority）はジェフ・ヴァンダミアによる2014年の小説。本作はヴァンダミアの『サザーン・リーチ三部作』の2作目である。インタビューに答えて、ヴァンダミアは「『全滅領域』を「エリアX」への遠征とすると、『監視機構』は「サザーン・リーチ」への遠征であり、その遠征隊を送り込む機関である」と述べている。本書はアメリカ合衆国では2014年5月に、日本では酒井昭伸の翻訳で2014年11月21日に発売された。
『監視機構』は、エリアXの不可解な現象を担当している監視機構「サザーン・リーチ」の工作員を中心に展開する。本作はエリアXを舞台とした前作『全滅領域』とは異なり、人間の居住地域を舞台としている。

## あらすじ
ジョン・"コントロール"・ロドリゲスは、サザーン・リーチという政府機関の新しい局長に就任した。この機関はエリアXという沿岸地域を管理するために設立されたが、公には環境災害のため隔離されているとされている。しかし、実際には未知の力がその地域を支配しており、環境と生態系が変わりつつある。コントロールは、この機関を監督する謎めいた組織「セントラル」から派遣された秘密工作員である。彼の母親と祖父も著名な工作員である。
局長としての彼は既存のスタッフとしばしば摩擦を起こし、特に前任者に感情的なつながりを持つ局長補佐グレイス・スティーブンソンとは対立する。コントロールは蓄積されたデータを精査し、公にされていない多くの遠征がエリアXに行われたことを発見する。第11回の全男性遠征では実験のように複数のバージョンが試され、次に全女性の第12回遠征が行われた。その生物学者が前作の主人公であり、心理学者は前局長だった。
その生物学者が再び現れ、コントロールは彼女を尋問し始める。次第に彼は彼女に共感し始めるが、彼女は「ゴーストバード」と名乗り、協力しない。コントロールは自分が催眠にかかっていることを疑い、最終的にそれを打ち破り、独立して行動するが、これによりセントラルから孤立する。
コントロールは前局長の家でエリアXとのつながりを示す発見をし、施設に戻ると動く壁に遭遇する。その後、エリアXの境界が施設に迫っているのを見て、施設を放棄する。彼は家に戻り、母親からさらに多くの情報を得る。また、生物学者がセントラルから逃げ出したことを知り、彼女を追って彼女が以前に行ったフィールドスタディの場所に向かう。
そこで彼は生物学者と再会し、彼女が新たにエリアXへのポータルを作り出したことを知る。彼女がプールの底に飛び込むと、コントロールもその声に従い、彼女の後を追う。

## 評価
『監視機構』は、2014年5月25日のニューヨーク・タイムス紙のトレードフィクション・ペーパーバック部門のベストセラーリストに掲載された
。
エンターテインメント・ウィークリー誌は『監視機構』にB+の評価を与え、そのストーリーは「このシリーズをバイオ・スリラーの域を超えて真に魅力的なものに引き上げている」と述べた。ニューヨーク・タイムズ紙も『オーソリティー』に好意的なレビューを与えた。
ヴァンダーミアは、最初の本と同様に、エリアXと（議論の余地はあるが）争うほど奇妙な数少ない人物の一人の人物像を注意深く掘り下げている。これによって、この作品全体が単なるホラー小説以上のものに昇華されている。この緊迫した、ますます偏執的な焦点には、ポーのような何かがある。しかし、ポーが最も残酷な打撃を比較的遠回しにしていたのに対し、ヴァンダーミアはそれを深く突き刺している。ただし、それはコルクスクリューのようなやり方で、残酷さと絶妙さに劣らない。この本では、最初の本よりも緊張感がゆっくりと高まっていくが、それはおそらく、ほぼ2倍の長さだからだろう。その見返りは、忍耐する価値がある。